# Panleukopénie
Panleukopénie, též zvaná kočičí mor, je silně virulentní onemocnění s inkubační dobou 2–10 dní postihující pouze kočky. Onemocnění mívá zpravidla velmi rychlý průběh a může připomínat otravu. Projevuje se současnými prudkými průjmy a zvracením, velmi často končí smrtí zvířete. Lze proti němu očkovat.
Nemoc způsobuje kočičí parvovirus, který napadá výstelku trávicího traktu, způsobuje vředy a rozpad výstelkového epitelu. Zároveň se snižuje množství bílých krvinek, což zhoršuje imunitu zvířete. Nákazu si mezi sebou zvířata většinou předávají přes sekrety, kterými se kontaminuje například voda k pití. Postižené zvíře je apatické, zvrací, má vodnatý průjem, mnohdy je ve stolici krev, nejí a nepije. Pokud je nákaza slabší, je možnost vyléčení. Nakazí-li se březí kočka, většinou potratí. Pokud se narodí živá koťata, mívají postižený mozeček, následkem čehož mají zhoršenou koordinaci pohybu, nebo mohou být i slepá.